# 木村靜子
木村 靜子（きむら しずこ、旧姓は桂、1927年 - ）は、日本の法学者。専門は刑法。成蹊大学名誉教授。指導教員は滝川幸辰。論文や基本書では「木村静子」と表記されることも多い。

## 人物・経歴
- 1946年（昭和21年）に京都帝国大学が女子学生の入学を認めたことから、日本女子大学卒業と同時（1947年）に京都帝国大学に入学した。合格者250名中女性は木村と諏訪敏子の2名であった。
- 司法修習終了時、裁判官志望だったものの、新任判事補の配属が予定されていなかった京都を勤務地として強く希望したことから、修習終了後すぐに裁判官になることができず、当初は京都家庭裁判所調査官の職に就いた。
- 京都大学における初の女性助教授[2]であった。
- 初の女性最高裁判所判事候補[3]だったものの、木村は最高裁判事就任を断った。
- 夫は検察官。

### 略歴
- 京都市生まれ。
- 1940年（昭和15年）　京都市立籠池尋常小学校卒業。
- 1944年（昭和19年）　京都府立京都第一高等女学校中途退学（戦時中のため4年生終了時に進学できたものの、扱いとしては中途退学となった。）。
- 1947年（昭和22年）　日本女子大学理科一部卒業、京都帝国大学法学部入学。
- 1948年（昭和23年）　高等文官試験司法科合格。
- 1950年（昭和25年）　京都大学法学部卒業。司法修習生（修習第4期）。
- 1952年（昭和27年）　京都家庭裁判所調査官。高松地方裁判所・高松家庭裁判所判事補。
- 1953年（昭和28年）　京都大学法学部専任講師（刑事法）。
- 1954年（昭和29年）　京都大学法学部助教授。
- 1955年（昭和30年）　フンボルト財団奨学生としてボン大学、ハイデルベルク大学に留学。
- 1968年（昭和43年）　成蹊大学法学部教授（刑事法）。
- その後、成蹊大学法学部長・同大学大学院法学政治学研究科長、成蹊学園評議員などを務め、1996年、成蹊大学定年退職、名誉教授。

## 業績
- 『法律学と私』（日本評論社、昭和42年）利谷信義、乾昭三との共編。
- 福田平＝大塚仁編『演習　刑法各論』（青林書院、昭和47年）
- 『演習　刑法』（有斐閣、1983年）阿部純二、板倉宏、大谷實、田宮裕、西原春雄との共著。
- 「刑法体系における故意の考察」京都大学法学部百周年記念論文集刊行委員会編『京都大学法学部創立百周年記念論文集　第二巻』（有斐閣、平成11年）
- 『犯罪論集　犯罪構成と故意・過失』（世界思想社、2016年）
- 『随想』（世界思想社、2016年）